# Oberseiffenbach

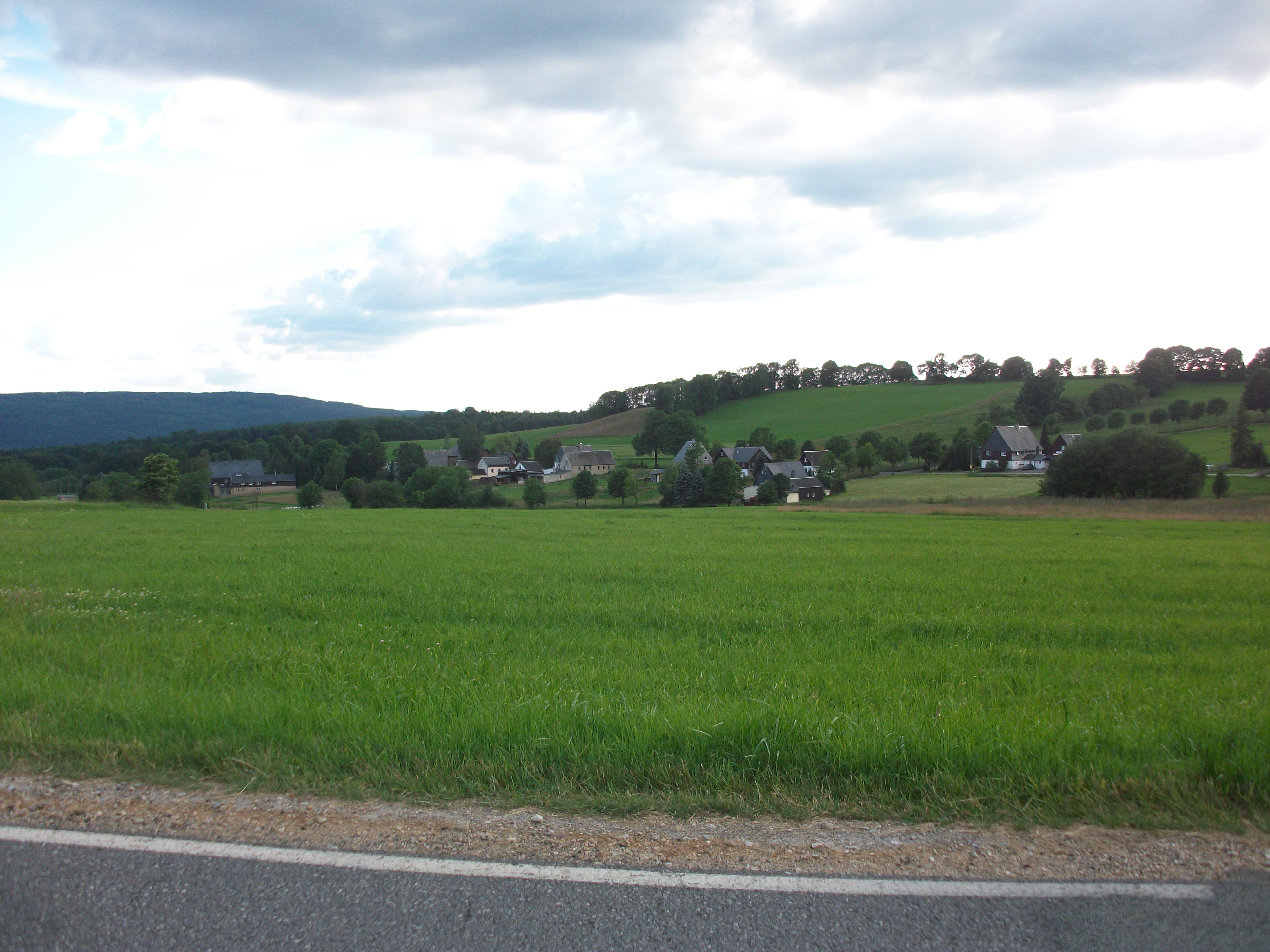
Blick auf Oberseiffenbach (2016)

Oberseiffenbach ist ein Ortsteil der sächsischen Gemeinde Kurort Seiffen/Erzgeb. im Erzgebirgskreis.

## Geografie

### Lage
Das Waldstreifendorf Oberseiffenbach liegt etwa 7,5 Kilometer südöstlich von Olbernhau im Erzgebirge. Westlich des Ortes liegt der Ahornberg, nordwestlich grenzt der Hirschberger Wald an die Flur.
Durch den Ort führt die Kreisstraße 8109 Seiffen–Deutschneudorf, über Kommunalstraßen bestehen zudem Verbindungen nach Oberlochmühle und Heidelberg.

### Nachbarorte
|               | Seiffen                                     | Heidelberg       |
| Hirschberg    | Kompassrose, die auf Nachbargemeinden zeigt | Deutscheinsiedel |
| Oberlochmühle | Deutschkatharinenberg                       | Brüderwiese      |

## Geschichte

### Überblick
Die erste belegte Ortsnamenform datiert von 1663 als Oberseyffenbach. Im Jahr 1665 siedelten sich die ersten neun Seiffener auf dem Gebiet von Oberseiffenbach an, sie waren Häusler. Die offizielle Ortsgründung erfolgte am 25. Juni 1667. Infolge der Reformation gehörten die Einwohner zur Parochie Neuhausen, 1867 wurden sie nach Seiffen in die neu gebildete Parochie gepfarrt. Zum Ort gehörte auch die Siedlung um die Mahlmühle Oberlochmühle.
Eine Schule wurde erstmals 1730 erwähnt, ein neues Schulgebäude wurde 1878 errichtet. Zu Beginn des 18. Jahrhunderts erfolgte, wie im benachbarten Seiffen, die Herstellung von Holzspielwaren.
August Schumann beschreibt 1820 im Staatslexikon von Sachsen Nieder- und Oberseiffenbach gemeinsam. Die Erwerbszweige betreffend nennt er u. a.:

„Die Nahrungszweige der Einwohner sind […] die Holzdrechselei (besonders von nutzbaren Geräthschaften, Spillen, Wagengestellen u. s. w.) und die Schwammbereitung […] nebst der Waldarbeit, Klöppelei und Flachsspinnerei. Einige der hiesigen Drechsler haben ihre Drehbank an’s Wasser gerichtet.“

Das größte Unternehmen der Spielwarenindustrie war die 1850 gegründete Spiel- und Holzwarenfabrik von Samuel Friedrich Fischer. Erhaltene Teile davon sind im 21. Jahrhundert unter Denkmalschutz gestellt.
1936 wurde eine auf der in Dresden stattfindenden Reichsgartenschau 1936 gezeigte Friedhofskapelle auf den Oberseiffenbacher Friedhof umgesetzt.
Am 1. April 1939 erfolgte die Eingemeindung von Oberseiffenbach nach Seiffen, Oberlochmühle wurde dagegen nach Deutschneudorf umgegliedert.
Vor 1939 wurde im Ort ein Landheim der höheren Schule für Frauenberufe zu Leipzig gebaut. Im Zweiten Weltkrieg diente der Schulkomplex als Unterkunft des Kinderheimes der Nazarethschwestern zu Goppeln. In der DDR-Zeit war das Gebäude wieder ein Kinderheim, es wurde aber 1984/85 geschlossen. Nach 1990 ließ die Gemeindeverwaltung es abreißen.
Vom 10. bis 13. August 2017 feierten die Einwohner mit Gästen das Wildsbachfest anlässlich des 350. Jubiläums der Ortsgründung.

### Entwicklung der Einwohnerzahl
Seit dem 18. Jahrhundert ist die Bevölkerungsanzahl relativ konstant geblieben, sie bewegte sich – bis zu ihrer Eingemeindung – stetig zwischen 600 und 700 Personen.
| Jahr      | 1748       | 1834 | 1871 | 1890 | 1910 | 1925 | 1939 |
| --------- | ---------- | ---- | ---- | ---- | ---- | ---- | ---- |
| Einwohner | 20 Häusler | 384  | 611  | 695  | 682  | 659  | 639  |

## Persönlichkeiten
- Werner Biermann (1900–1986), Schiffbauingenieur und Hochschullehrer